# Mesothen endoleuca
Mesothen endoleuca är en fjärilsart som beskrevs av Druce 1905. Mesothen endoleuca ingår i släktet Mesothen och familjen björnspinnare. Inga underarter finns listade i Catalogue of Life.